# Geliofobia
La geliofobia es un miedo irracional (fobia) hacia la risa. Proviene del griego:  gelo-,geloto-= risa; phobos= angustia.
Puede ser tanto por miedo a la risa de los demás y la sospecha de que se están burlando de uno; como miedo a la risa en general, aún de la propia risa. Alguna culturas (por ejemplo la Musulmana) consideran a la risa como un pecado, o de personas poco serias o cultas. Incluso en algunos países (en general de oriente medio) hay penas legales por reírse en público.
- Datos: Q5876639